# ماريا فرنانديز (لاعبة كرة قدم)
ماريا فرنانديز (بالإسبانية: María Fernández Almenar)‏ هي لاعبة كرة قدم إسبانية، ولدت في 1 فبراير 1985 في بلنسية في إسبانيا. لعبت مع Levante UD Femenino ‏.